# Jared Odrick
Jared Taylor Odrick (Lebanon, 31 dicembre 1987) è un giocatore di football americano statunitense che milita nel ruolo di defensive tackle nei Jacksonville Jaguars della National Football League (NFL).

## Carriera universitaria
Al college, Odrick ha giocato con i Penn State Nittany Lions, squadra rappresentativa della Pennsylvania State University.
Riconoscimenti vinti:
- First-team All-Big Ten (2008 e 2009).
- Miglior difensive lineman dell'anno della All-Big Ten (2009).
- Miglior difensore dell'anno della All-Big Ten (2009).
- First-team All-American (2009).

## Carriera professionistica

### Miami Dolphins
Al draft NFL 2010, Odrick è stato selezionato come 28ª scelta assoluta dai Dolphins. Il 29 luglio 2010 ha firmato un contratto di 5 anni per un totale di 13 milioni di dollari di cui 7,1 garantiti.
Ha debuttato nella NFL il 12 settembre 2010 contro i Buffalo Bills indossando la maglia numero 98. Durante il terzo quarto della sua prima partita della stagione si è rotto un piede. Il 22 ottobre è stato inserito in lista infortunati, saltando tutta la stagione regolare.
Nella stagione successiva gioca tutte e 16 le partite di cui 7 da titolare.

### Jacksonville Jaguars
L'11 marzo 2015, Odrick firmò un contratto quinquennale del valore di 42 milioni di dollari con i Jacksonville Jaguars.

## Statistiche
| Partite totali      | 65   |
| Partite da titolare | 41   |
| Tackle              | 129  |
| Sack                | 16,5 |
| Intercetti          | 1    |
| Fumble forzati      | 3    |

Statistiche aggiornate alla stagione 2014

## Filmografia
- Samaritan, regia di Julius Avery (2022)